# Seavdnjatvuomusrivier
De Seavdnjatvuomusrivier (Zweeds: Seavdnjatvuomusjohka) is een bergrivier die stroomt in de Zweedse gemeente Kiruna. De rivier krijgt haar water van de berghellingen in haar omgeving, stroomt oostwaarts en levert haar water na 5 kilometer af in de Hårrerivier.
Afwatering: Seavdnjatvuomusrivier → Hårrerivier → Tavvarivier → Lainiorivier → Torne → Botnische Golf